# Panzerselbstfahrlafette IVb
Die Panzerselbstfahrlafette IV b Ausf. A (Sd.Kfz. 165/1) bzw. der Geschützwagen IV b für 10,5-cm-le.F.H. 18/1 (Sf.) war eine Artillerie-Selbstfahrlafette mit drehbarem, oben offenen Geschützturm, die im Zweiten Weltkrieg für die deutsche Wehrmacht entwickelt wurde.

## Entwicklung

Zeichnung der Pz. Sfl.

Ende des Ersten Weltkrieges hatte sich die Frage zur künftigen Kraftzug-Mobilisierung der Artillerie noch nicht gelöst. Es wurde diskutiert, ob Geschütze künftig von Motorfahrzeugen geschleppt werden sollten, oder ob diese darauf montiert werden sollten. Bis in die 1930er Jahre schien sich die Auffassung durchzusetzen, dass der Schleppzug zu bevorzugen sei, da das motorisierte Fahrzeug zu schützen sei. Eine Ausnahme sollten nur die Flugabwehrgeschütze spielen.
Von Seiten der Wehrmachtsoffiziere, die mit der Entwicklung der neuen Panzerdivisionen betraut waren (z. B. General Guderian) wurde frühzeitig die Forderung gestellt, die Artillerie zu motorisieren. Für das „Heranbleiben“ und „Nachschwingen“ der Artillerie war dies zwingend erforderlich. Zusätzlich wurde eine schnelle Feuerbereitschaft gefordert, um im schnellen Panzervorstoß neuen Widerstand des Gegners schnell niederkämpfen zu können. Dies war nur mit Artillerie-Selbstfahrlafetten zu bewerkstelligen.
Krupp präsentierte am 14. September 1939 eine Konzeptzeichnung (W 1324) für ein Artillerie-Selbstfahrlafette, die auf Fahrzeugkomponenten eines Panzerkampfwagen IV beruhte. Die Abteilung Wa Prüf des Heereswaffenamtes gab hierzu eine Rückmeldung und unterbreitete Änderungsvorschläge. Gleichzeitig sollte der Einbau der le.F.H. 40 erwogen werden.
Einen Monat später wurde festgelegt, dass das Fahrzeug mit dem Getriebe SSG 46 (wie die Selbstfahrlafette IVa) versehen werden sollte. Die Steuerung konnten nicht vom B.W. (Frühe Bezeichnung des Panzer IV) übernommen werden, da der Fahrer weiter vorn sitzen musste. Im Januar 1940 wurde bei einem Treffen in Essen besprochen, dass ein Dieselmotor in Erwägung gezogen werden solle. Außerdem sollte Krupp die direkte und indirekte Zieleinrichtung auf der linken Seite des Geschützes nebeneinander montieren. Die frontale Panzerung sollte auf 30 mm verstärkt und die Turmpanzerung dafür reduziert werden.
Im Februar 1940 war ein Holzmodell fertig, Oberstleutnant Olbricht vom Heereswaffenamt (Wa Prüf 6/II) hatte sich gegen die Produktion eines Panzers mit einer 10,5-cm-Bewaffnung ausgesprochen. Nun war ihm wichtig, dass der Krupp-Entwurf nach hinten hin eine starke Abschrägung hatte, um nicht als Panzer interpretiert zu werden. Bei der Prüfung des Holzmodells am 18. März 1940 wurden zahlreiche Detailänderungen durch Oberstleutnant Dr. Olbricht gefordert.
Am 2. November 1940 wurde Krupp vom Wa Prüf 4 der Auftrag für zwei Versuchsfahrzeuge (V1 und V2) erteilt. Es wurden vier Rohre für die Bewaffnung bei Rheinmetall bestellt.

## Geschichte
Im Sommer 1941 wurde eine 0-Serie von 10 Fahrzeugen bei Krupp bestellt. Diese sollten laut Planung von Dezember 1941 bis März 1942 gebaut werden. Krupp-Gruson sollte bereit sein ab Oktober 1942 in die Serienproduktion zu gehen. Hierzu wurde Krupp am 13. Dezember 1941 der Auftrag Nummer SS-210-8902/41 über 200 Fahrzeuge erteilt.
Im August 1942 wurde das erste 0-Serien Fahrzeug fertiggestellt und das letzte im Dezember 1942. Die geplante Serienfertigung wurde die Fertigung zur Stahlindustrie GmbH, Mülheim-Ruhr verlagert.
Am 25. Juli 1942 hatte sich die Gesamtsituation für das Projekt verändert. Nachdem festgestellt worden war, dass die le.F.H. 18 gut auf dem Panzerkampfwagen-II-Fahrgestell unterzubringen war, hatte Hitler beschlossen, dass das geplante Fahrwerk III/IV (künftig der Geschützwagen III/IV) mit einer 15-cm-s.F.H. zu versehen war. Da mit der „Wespe“ bereits ein Geschützwagen für die 10,5-cm-le.F.H. 18 von der obersten Führung priorisiert worden war und ein letzter Versuch die 15-cm-schwere Feldhaubitze 18 im Fahrzeug zu montieren scheiterte, endet die Produktionsgeschichte mit der 0-Serie.

## Einsatz
Für die Erprobung der Kleinserie wurde die Feld-Versuchs-Batterie aufgestellt. Dieser wurde dem Artillerie-Regiment 16 der 16. Panzer-Division zugeteilt. Einsatzbereitschaft wurde für den 20. September 1942 angeordnet. Die Organisation wurde im Kriegsstärkenachweis 431 für Batterie leichte Feldhaubitze (6 Geschütze) (Sfl.) vom 2. September 1942 festgelegt.
Die Erprobung im Herbst/Winter 1942 dürfte problematisch gewesen sein, da in dieser Zeit die Verhältnisse an der Ostfront ein hohes Risiko bewirkten, dass Gerät verloren ging.

## Einzelnachweise

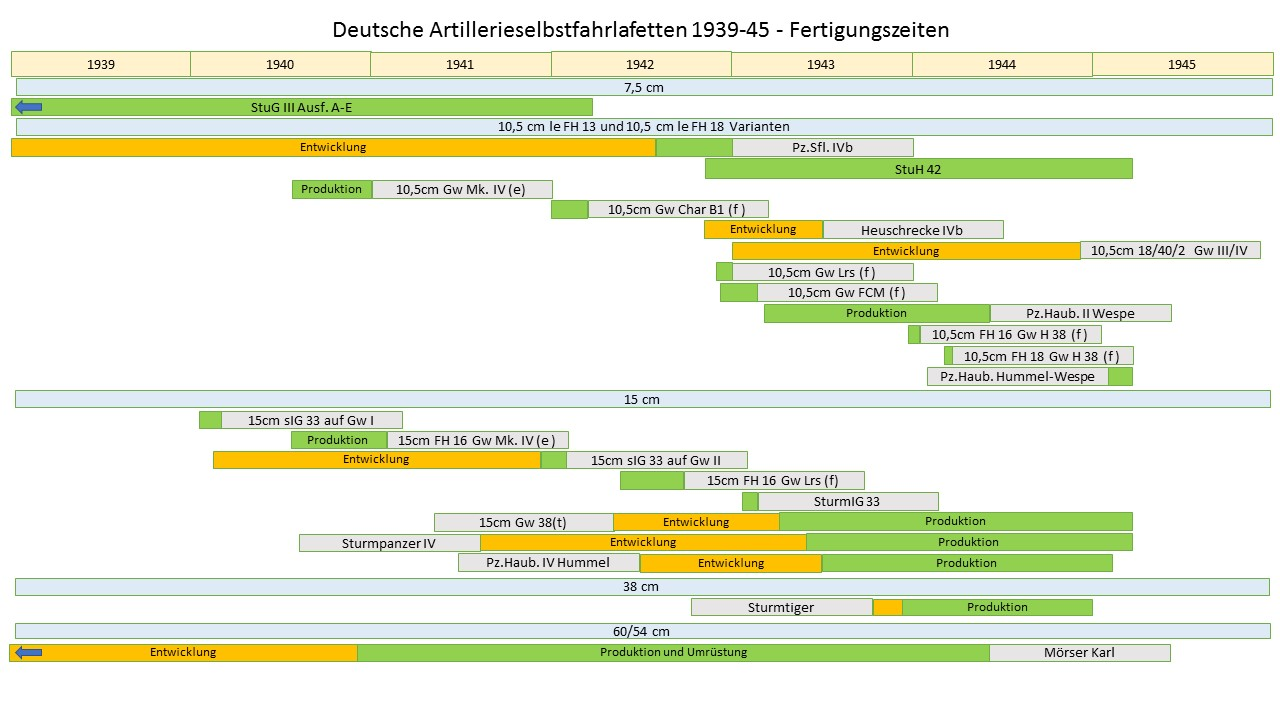